# علم الموائع الدقيق الرقمي
علم الموائع الدقيق الرقمي  هو تقنيّة بديلة لأنظمة مختبر على رقاقة مستند إلى المعالجة الدقيقة للقطرات المنفصلة.
معالجة علم الموائع الدقيق نُفّذت على مجموعات موحّدة الحجم من السّائل الّتي يتمّ نقلها, تخزينها, مزجها, تفاعلها أو تحليلهابطريقة منفصلة باستخدام مجموعة موحّدة من التعليمات الأساسية.

## أساسيّات
قياساً إلى الإلكترونيات الدقيقة الرقمية ,هذه التعليمات الأساسية يمكن أن تُجمع و تستخدم ثانيةً ضمن هياكل هرميّة التصميم بحيث الإجراءات المعقّدة (مثل التركيب الكيميائي أو التحاليل الحيوية) يمكن بناؤها خطوة بخطوة.وبالمقارنة مع التدفق المستمرّ علم الموائع الدقيق ,علم الموائع الدقيق الرقمي يعمل تقريباً بنفس طريقة بروتوكولات العرض التقليديّة ,فقط مع حجوم أصغر بكثير وأتمتة أعلى بكثير. هكذا مجموعة واسعة من الكيماويات والبروتوكولات المنشأة يمكن تحويلها بسهولة إلى صيغة قطرة نانو لتر. الترطيب الكهربائي , رحلان العزل الكهربائي , وتدفق السائل الغير قابل للامتزاج هي المبادئ الثلاثة الأكثر استعمالاً, الّتي تمّ استخدامها لتوليد ومعالجة القطرات الدقيقة في جهاز علم الموائع الدقيق الرقمي.

## مبدأ العمل
تشكّل القطرات باستعمال خصائص التوتر السطحي للسائل. على سبيل المثال, ماء موضوع على سطح مسعور سيخفض اتصاله بالسطح من خلال إحداث القطرات الّتي زاوية تماسها مع الركيزة ستزيد مع زيادة اللامائية. مع ذلك, في بعض الحالات من الممكن السيطرة على اللامائية للركيزة من خلال استخدام الحقول الكهربائية. هذا يشير إلى الترطيب الكهربائي على عازل أو EWOD. في الطبقات الرقيقة من التفلون AF ,فلوروبيل بوليمير الخامس أو سيتوب, على سبيل المثال, بينما ليس هناك حقل مطبّق سيكون السطح مسعور جدّاً وقطرة من الماء ستحاول البقاء بعيداً عن السطح, مؤدية إلى قطرة مع جدران حادة. عندما يطبّق حقل, يتم إنشاء سطح مستقطب للماء, وقطرة الماءستحاول الاقتراب من السطح, مؤدية إلى أكثر بكثير من انتشار قطرة. من خلال التحكم بموقع هذا الاستقطاب من الممكن السيطرة على إزاحة القطرة.

## التطبيق
في واحد من النماذج المختلفة للترطيب الكهربائي على عازل المرتكز على الرقاقات الحيوية لعلم الموائع الدقيق,تمّ التحقيق أولاً من قبل سيتونيكس في عام 1987  نسخة محفوظة 19 سبتمبر 2020 على موقع واي باك مشين. وأصبح تجارياً بعد ذلك من خلال مفهوم السائل المتطور ,هناك لوحان زجاجيان متوازيان ,واللوح الأسفل يحتوي على نسق محاكي قطب كهربائي للأقطاب الكهربائية الموجهة بشكل منفرد,واللوح الأعلى مغطّى بتأريض كهربائي مستمرّ. عازل كهربائي مغطّى بمسعور يضاف إلى الألواح لتخفيض قابلية ترطيب السطح و لإضافة سعة كهربائية بين القطرة والتحكم الكهربائي. القطرة الّتي تحتوي على عيّنات كيماوية حيوية ووسط الحشو, مثل زيت السليكون ,الزيوت أو الهواء المفلور هي محصورة بين الألواح; القطرات تسير داخل وسط الحشو.من أجل تحريك القطرة , جهد كهربائي مسيطر عليه يطبّق إلى قطب كهربائي مجاور للقطرة, وفي الوقت نفسه, يتمّ إيقاف القطب الكهربائي بمجرّد وجود قطرة. من خلال تغيير الكمون الكهربائي على طول صفّ خطّي من الأقطاب الكهربائية, الترطيب الكهربائي يمكن استخدامه لتحريك القطرات على طول هذا الخط من الأقطاب الكهربائية.

## وصلات خارجية
- جامعة كولومبيا البريطانية أوكاناغان لعلم الموائع الدقيق الرقمي
- مفهوم السائل المتطور -بدعم من علم الموائع الدقيق الرقمي
- مختبر كيك لعلم الموائع الدقيق معهد الدراسات العليا
- معهد ماكس بلانك للحيوية والتنظيم الذاتي الأستاذ.ستيفان هيرمينغاوس,مجموعة الدكتور.زالف سيمان
- مجموعة ويلر لعلم الموائع الدقيق الرقمي في جامعة تورونتو
- علم الموائع الدقيق الرقمي في جامعة ديوك
- جامعة شيكاغو
- هارفرد-مجموعة ويتز
- علم الموائع الدقيق الرقمي في جامعة كاليفورنيا,ايرفين
- تطبيقات علم الموائع الدقيق -مجموعة جاريل في جامعة كاليفورنيا,لوس أنجلوس
- مختبر جامعة كاليفورنيا,لوس أنجلوس للتصنيع الدقيق-مجموعة كيم في جامعة كاليفورنيا,لوس أنجلوس نسخة محفوظة 20 يوليو 2011 على موقع واي باك مشين.
- IMNS-جامعة إدينبورغ
- سيتونيكس مجموعة ترانزستور السائل